# Typhlosaurus
Typhlosaurus es un género de lagartos originarios de África, uno de varios géneros de lagartos sin extremidades en la familia de los eslizones (Scincidae). Este grupo fue revisado recientemente con la mayoría de las especies anteriormente atribuidas a Typhlosaurus ahora ubicadas en Acontias. La definición actual de Typhlosaurus incluye cinco lagartos sin patas de cuerpo atenuado del suroeste de África (Sudáfrica, Namibia, Botsuana y Angola). Este es el género hermano de Acontias, que juntos forman la bien sustentada subfamilia afrotropical Acontinae.

## Especies
Según The Reptile Database:
- Typhlosaurus braini Haacke, 1964
- Typhlosaurus caecus (Cuvier, 1817)
- Typhlosaurus lomiae Haacke, 1986
- Typhlosaurus meyeri Boettger, 1894
- Typhlosaurus vermis Boulenger, 1887